# Redditch
Redditch è una città e Borough del Worcestershire, Inghilterra, Regno Unito. Ha una popolazione di 84 200 abitanti (2011).

## Parrocchie civili
L'unica parrocchia civile nel borough è Feckenham.

## Amministrazione

### Gemellaggi
- Auxerre
- Mtwara